# 1825 Klare
Klare (asteróide 1825) é um asteróide da cintura principal, a 2,3674695 UA. Possui uma excentricidade de 0,115444 e um período orbital de 1 599,29 dias (4,38 anos).
Klare tem uma velocidade orbital média de 18,20594415 km/s e uma inclinação de 4,03251º.
Esse asteróide foi descoberto em 31 de Agosto de 1954 por Karl Reinmuth.